# Dolgensee (Naturschutzgebiet)
Das Naturschutzgebiet Dolgensee liegt auf dem Gebiet der Gemeinde Heidesee im Landkreis Dahme-Spreewald in Brandenburg. Es gehört zum Naturpark Dahme-Heideseen.
Das rund 308,5 ha große Gebiet mit der Kennnummer 1207 wurde mit Verordnung vom 9. Juni 1995 unter Naturschutz gestellt. Das Naturschutzgebiet mit dem von der Dahme durchflossenen Dolgensee erstreckt sich zwischen Gussow im Nordwesten und Dolgenbrodt im Südosten – beide sind Ortsteile der Gemeinde Heidesee. Südlich verläuft die B 246.

## Naturschutz

### Natura-2000- und FFH-Gebiet
Das NSG Dolgensee ist Teil des kohärenten europäischen ökologischen Netzes besonderer Schutzgebiete Natura 2000. Der Steckbrief des Bundesamtes für Naturschutz (BfN) enthält für das 302,58 Hektar umfassende FFH-Gebiet unter der Nummer 3748-301 folgende Charakterisierung:

„Nährstoffreicher Flachsee mit ausgedehnten Schilfröhrichten und uferseitig anschließenden Großseggenrieden, Staudenfluren, Erlenbrüchen, Wiesen und Weiden“

### Naturschutzgebiet
Die Verordnung über das Naturschutzgebiet beinhaltet als Schutzzweck unter anderem:

„[…] als Standort seltener, in ihrem Bestand bedrohter wildwachsender Pflanzengesellschaften, insbesondere der ausgedehnten Ufervegetation des Dolgensees, vor allem der Schilfbestände und Schwimmblattvegetation, sowie der Erlenbruchgesellschaften und der wechselfeuchten Wiesen und der Magerrasen […] als Lebensraum bestandsbedrohter Tierarten, insbesondere als Brut- und Nahrungsgebiet für Sing- und Großvogelarten, sowie als Rückzugsraum für Reptilien und Säuger, die an den aquatischen Lebensraum gebunden sind […] wegen der besonderen Eigenart des Gebietes als bisher weitgehend intakter Lebensraum mit vorwiegend unverbauten Uferzonen und seiner regionalen Bedeutung als Überwinterungsgebiet für Wasservögel.“

## Flora und Fauna

### Pflanzen
Unter den Lebensraumtypen listet der FFH-Steckbrief folgende Pflanzen- beziehungsweise Waldgesellschaften auf: Feuchte Hochstaudenfluren (Natura 2000-Code 6430; Convolvuletalia sepium, Glechometalia hederaceae und Filipendulion), Offene Grasflächen mit Silbergras und Straußgras auf Binnendünen (2330) und Natürliche und naturnahe nährstoffreiche Stillgewässer mit Laichkraut- oder Froschbiss-Gesellschaften (3150; Magnopotamion oder Hydrocharition).

### Tiere
Nach Anhang II der Flora-Fauna-Habitat-Richtlinie und der Verordnung des Landes sind einschließlich ihrer für Fortpflanzung, Ernährung, Wanderung und Überwinterung wichtigen Lebensräume besonders geschützt: unter den Säugetieren der Fischotter (Lutra lutra), sowie unter den Fischen der Rapfen (Aspius aspius) und der Bitterling (Rhodeus amarus).